# Szaryn (Ukraina)
Szaryn (ukr. Шарин) – wieś na Ukrainie, w obwodzie czerkaskim, w rejonie humańskim, w hromadzie Ładyżynka. W 2001 liczyła 528 mieszkańców, spośród których 512 wskazało jako ojczysty język ukraiński, 10 rosyjski, 5 mołdawski, a 1 bułgarski.